# Icona della madre di Dio
Icona della madre di Dio è la seconda opera religiosa dello scrittore bizantino Alessio Macrembolite e fu scritta prima del 1340.

## Descrizione
La prima opera religiosa trattata da Alessio fu "elogio della vita monastica". Nella prima opera, Alessio confessa che vorrebbe essere monaco ma non può, in questa seconda opera, Alessio fa una critica verso la vita monastica. Da quest'opera sappiamo anche che Alessio si sposò e da questo matrimonio ebbe dei figli, infatti in questa opera prega per loro.